# Střítež (ort i Tjeckien, Vysočina, lat 49,46, long 15,63)
Střítež är en ort i Tjeckien.   Den ligger i regionen Vysočina, i den centrala delen av landet, 110 km sydost om huvudstaden Prag. Střítež ligger 491 meter över havet och antalet invånare är 316.
Terrängen runt Střítež är platt. Runt Střítež är det tätbefolkat, med 257 invånare per kvadratkilometer. Närmaste större samhälle är Jihlava, 7,2 km söder om Střítež. I omgivningarna runt Střítež växer i huvudsak blandskog.